# Maximilien Gérard de Rayneval
Maximilien Gérard, comte de Rayneval, né le 8 octobre 1778 à Versailles et mort le 16 août 1836 à la Granja près de Madrid en Espagne, est un diplomate et homme politique français, pair de France.

## Biographie
Fils de l'ambassadeur Mathias Joseph Gérard de Rayneval, il est secrétaire d'ambassade à Lisbonne, puis à Saint-Pétersbourg. À la chute de l'Empire en 1814, il accompagne le duc de Vicence aux congrès de Dresde et de Châtillon. 
Il est nommé, sous la Restauration, premier secrétaire d'ambassade et consul général à Londres, et devient, en 1820, sous-secrétaire d'État aux Affaires étrangères. 
De 1819 à 1822, il est le propriétaire du château de Boufflers, à Auteuil.
Il est ensuite successivement ambassadeur à Berlin, en Suisse, à Vienne, à Madrid, et ses services lui valent le titre de comte et la pairie.
Il meurt à la Granja, près de Madrid le 16 août 1836, dans l'exercice de ses fonctions.
Il est le père d'Alphonse de Rayneval.

## Distinctions
- Grand-croix de la Légion d'honneur[2].

## Source
- Marie-Nicolas Bouillet  et Alexis Chassang (dir.), « Maximilien Gérard de Rayneval » dans Dictionnaire universel d’histoire et de géographie, 1878 (lire sur Wikisource)